# 魔女旅に出る
「魔女旅に出る」（まじょたびにでる）は、日本のロックバンド・スピッツの楽曲。1991年10月25日にポリドールより通算3作目のシングルとして発売。

## 概要
2ndアルバム『名前をつけてやる』からの先行シングル。「白山瀬女高原スキー場」CMソング。バンドサウンドにストリングスを導入した初めての曲で、オーケストレーションは長谷川智樹。この曲のレコーディングで長谷川とメンバーは意気投合し、翌年にミニアルバム『オーロラになれなかった人のために』を長谷川と共に制作することとなった。
草野が曲作りに当たってイメージしたのは、アメリカのドラマ『かわいい魔女ジニー』。
棋士の藤井聡太が卓球の張本智和選手と対談した際に、本楽曲をスピッツの曲の中で1番好きと発言している。また、スピッツのファンであり、良きライバルと公言しているMr.Childrenの桜井和寿も、スピッツの曲の中でこの曲が一番のフェイバリットソングであると公言している。
カップリングは、アマチュア時代の自主制作ソノシートにも収録されていた「鳥になって」。『名前をつけてやる』には収録されなかったものの、「一度ちゃんと録っておきたい」というメンバーの想いから、再レコーディングされた。

## 収録曲
1. 魔女旅に出る（作詞、作曲／草野正宗　編曲／スピッツ　オーケストレーション／長谷川智樹）
収録アルバム：『名前をつけてやる』、『CYCLE HIT 1991-1997 Spitz Complete Single Collection』
2. 鳥になって（作詞、作曲／草野正宗　編曲／スピッツ）
収録アルバム：『花鳥風月』

## 演奏
- 草野マサムネ: Vocals, Guitars
- 三輪テツヤ: Guitars, Chorus
- 田村明浩: Bass
- 﨑山龍男: Drums

魔女旅に出る
- 友田グループ: Strings
- 岡田澄雄: Trombone
- 平内保夫: Trombone
- 南浩之: French Horn
- 藤田之比古: French Horn
- 旭孝: Piccolo Flute
- 新谷祥子: Glockenspiel